# وايات إيرب
وايات بيري ستاب إيرب (بالإنجليزية: Wyatt Berry Stapp Earp)‏ (19 مارس 1848 - 13 يناير 1929) رجل قانون الغرب الأمريكي القديم والمقامرة في مقاطعة كوتشيس ، ولاية أريزونا ، ونائب حاكم في تومبستون. كان يعمل في مجموعة واسعة من المهن طوال حياته وشارك في النزاع المسلح في أو كيه كورال الشهير، خلاله قتل رجال القانون ثلاثة الخارجين عن القانون كوتشيس مقاطعة رعاة البقر. غالبًا ما يُعتبر خطأً أنه الشخصية المركزية في تبادل لإطلاق النار ، على الرغم من أن شقيقه فيرجيل كان حاكم مدينة تومبستون ونائب حاكم الولايات المتحدة في ذلك اليوم وكان لديه خبرة أكبر بكثير كقائد شرطة ، وشرطي ، ومارشال ، وجندي في القتال.

## روابط خارجية
- وايات إيرب على موقع IMDb (الإنجليزية)
- وايات إيرب على موقع الموسوعة البريطانية (الإنجليزية)
- وايات إيرب على موقع إن إن دي بي (الإنجليزية)
- وايات إيرب على موقع قاعدة بيانات الفيلم (الإنجليزية)